# ウォンテッド!!
『ウォンテッド!!』（うぉんてっど!!）は、1998年4月17日から1999年3月12日までフジテレビ系列（UMKを除く）で毎週金曜20:00 - 20:54に放送されていた情報バラエティ番組である。

## 概要
番組開始当初は『ウォンテッド!!13人の金曜日』（ - じゅうさんにんのきんようび）として一週間の出来事や特集を組む上FAX募集などがあった生放送だったが、後期になると番組名が『世直しテレビ ウォンテッド!!』（よなおしてれび - ）に改題され、生放送から収録番組へと変更され、内容も、前半は街で起きている様々な悪事（例：露天風呂へのデバガメ、路上売りの野菜のネコババ等）を芸能人が懲らしめるコーナー、後半は色々な悪事や問題に対するトークに変わった。
しかし、1999年1月29日放送回で看護婦が意識のない患者を暴行する場面を放映し、視聴者から悪いイメージを作りあげたことに抗議が殺到。日本看護協会も抗議があった。その後2月12日放送分において番組の冒頭でお詫びを放送。そのことを受け、筆頭スポンサーのライオンは番組開始すぐのカウキャッチャーとジャンクション明けのヒッチハイクに（最終回まで）、また一部のスポンサーも提供クレジットを自粛（最終回のときに提供クレジットを解禁）する事態に発展した。それを受けた結果、制作のフジテレビは2月27日に同年春を持って番組を打ち切りを発表した。
後番組に紳助・柴田を残し、「走れ!!しあわせ建設」に変更した。
終了後、金曜20時枠における生放送及びそれに近い番組は、2015年4月に「ダウンタウンなう」が開始するまで16年間途絶えた。

## 出演者
司会者
- 島田紳助
- 柴田理恵
- 春日由実（フジテレビアナウンサー・柴田の代役）

パネラー（毎週5名出演）・リポーター
- 丹波哲郎
- 江守徹
- 中尾彬
- 立川談志
- 宝田明
- 藤原喜明
- 麻木久仁子
- 長与千種
- 小柳ルミ子
- 久本雅美
- 美川憲一
- 佐ノ山八十吉
- 桂ざこば
- 野村沙知代
- 京唄子
- ガッツ石松
- 野々村真
- 橋本志穂
- 磯野貴理子
- 早坂好恵
- 矢部美穂
- 山田まりや
- 鈴木紗理奈
- 蛭子能収
- 木村祐一

## コーナー
スタジオ事情聴取
毎回、世の中の非常識な輩をスタジオに呼んで喝を入れた。特に1998年10月23日放送では、異質なストーカー男に紳助が大ブチギレした。
業界陳情団

## スタッフ
- 構成：高瀬真尚
- 編成：西渕憲司
- ディレクター：高橋鉄、大島新、井上晃一（ジーワン）
- 演出：日向栄二、天野晃宏、福原伸治、
- AP：中村百合子、小田多恵子
- プロデューサー：齋藤秋水、菊池頼
- 総合プロデューサー：小杉雅博、岡崎栄二
- 制作：フジテレビ制作室第三制作部
- 制作著作：フジテレビ

| フジテレビ 金曜20時台                                   | フジテレビ 金曜20時台                                                 | フジテレビ 金曜20時台                  |
| 前番組                                                  | 番組名                                                                | 次番組                                 |
| ------------------------------------------------------- | --------------------------------------------------------------------- | -------------------------------------- |
| 中村雅俊のゼッタイ!知りたがり （1997年4月 - 1998年3月） | ウォンテッド!!13人の金曜日 ↓ ウォンテッド!! （1998年4月 - 1999年3月） | 走れ!!しあわせ建設 （1999年4月 - 8月） |